# فرد ديفيس (صحفي)
فرد ديفيس (بالإنجليزية: Fred Davis)‏ هو صحفي أمريكي، ولد في 17 يونيو 1955 في نيو هيفن في الولايات المتحدة.

## وصلات خارجية
- الموقع الرسمي